# جایزه بزرگ فرانسه ۱۹۷۲
جایزه بزرگ فرانسه ۱۹۷۲ (انگلیسی: ‎1972 French Grand Prix‎) یک مسابقهٔ موتوری در رشتهٔ اتومبیل‌رانی فرمول یک بود که در تاریخ ۲ ژوئیهٔ ۱۹۷۲ در پیست چارید واقع در کلرمون-فران، اوورنی، فرانسه برگزار شد. این گراند پری در میان ۱۲ گراند پری در فصل ۱۹۷۲، مسابقهٔ شمارهٔ ۶ بود.
در این مسابقه که در ۳۸ دور و به مسافت ۳۰۶٫۰۹ کیلومتر (۱۹۰٫۱۹۶ مایل) برگزار شد، پول پوزیشن توسط کریس ایمون کسب شد و سریع‌ترین زمان برای طی یک دور پیست که برابر با ۲:۵۳٫۹ بود نیز توسط کریس ایمون به ثبت رسید.
جکی استوارت از تیم تایرل-فورد، امرسون فیتیپالدی از تیم لوتوس-فورد و کریس ایمون از تیم ماترا به‌ترتیب مقام‌های اول تا سوم مسابقه را کسب کردند.

## رده‌بندی قهرمانی پس از مسابقه
|       | جایگاه | راننده           | امتیاز |
| ----- | ------ | ---------------- | ------ |
|       | ۱      | امرسون فیتیپالدی | ۳۴     |
| ۲     | ۲      | جکی استوارت      | ۲۱     |
| ۱     | ۳      | دنی هیولم        | ۱۹     |
| ۱     | ۴      | ژاکی ایکس        | ۱۶     |
|       | ۵      | ژان-پیر بلتویز   | ۹      |
| منبع: |        |                  |        |

|       | جایگاه | سازنده      | امتیاز |
| ----- | ------ | ----------- | ------ |
|       | ۱      | لوتوس-فورد  | ۳۴     |
| ۲     | ۲      | تایرل-فورد  | ۲۷     |
| ۱     | ۳      | مک‌لارن-فورد | ۲۳     |
| ۱     | ۴      | فراری       | ۱۹     |
|       | ۵      | بی‌آرام      | ۹      |
| منبع: |        |             |        |

یادداشت
- تنها پنج جایگاه نخست از هر رده‌بندی نمایش داده شده‌است.